# Mykola Iounakiv
Mykola Iounakiv (en russe : Никола́й Лео́нтьевич Юнако́в, Nikolaï Leontievitch Iounakov, en ukrainien : Микола Леонтійович Юнаків) est un militaire et pédagogue de l'Armée impériale russe puis de l'Armée populaire ukrainienne.

## Biographie

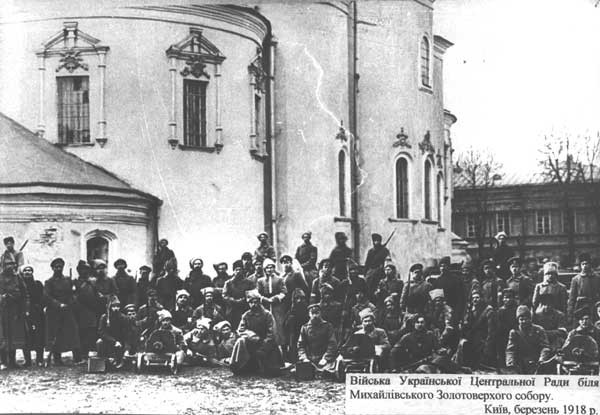
Rassemblement de l'Armée populaire ukrainienne à Kiev, mars 1918.

Né le 6 décembre 1871 à Tchougouïev dans le gouvernement de Kharkov, il étudie au corps des cadets d'Oriol, puis à l'école militaire d'état-major de Saint-Pétersbourg de 1894 à 1897. En 1910, il présente une thèse sur la campagne de Charles XII de Suède en Ukraine en 1708-1709 et devient professeur d'histoire militaire. Il tente d'introduire des réformes dans le système d'éducation, ce qui lui vaut d'être révoqué en 1914.
Pendant la Première Guerre mondiale en Europe de l'Est, Iounakiv sert comme chef d'état-major de la 4e armée en Galicie, en Pologne russe, puis sur le front roumain. Du 18 octobre 1917 au 21 décembre 1917, sous le régime du gouvernement provisoire de Kerenski, il exerce le commandement de la 8e armée. Après la chute de ce gouvernement, renversé par la révolution d'Octobre, il rejoint la République populaire ukrainienne proclamée à Kiev le 20 novembre 1917. Il est nommé directeur de l'enseignement militaire.
Le 10 août 1919, Iounakiv est nommé chef de l'état-major conjoint des deux États ukrainiens, la République populaire d'Ukraine occidentale (ancienne Galicie orientale autrichienne) et la République populaire ukrainienne (ancienne Ukraine russe). Le 10 octobre 1920, il est nommé major-général (général de brigade). En 1920, il exerce pour peu de temps les fonctions de ministre de la défense et de chef du Conseil militaire suprême d'Ukraine. Après le démantèlement de l'Armée populaire ukrainienne en novembre 1920 et le partage de l'Ukraine entre l'URSS et la Pologne, il doit quitter le pays.
Exilé en Pologne, il est membre de la Société ukrainienne d'histoire militaire et collabore aux publications Za derjavnist’. Il meurt à Tarnów le 1er août 1931.

## Sources et bibliographie
- (en) Cet article est partiellement ou en totalité issu de l’article de Wikipédia en anglais intitulé « Mykola Yunakiv » (voir la liste des auteurs) dans sa version du 23 octobre 2016.